# アクア説

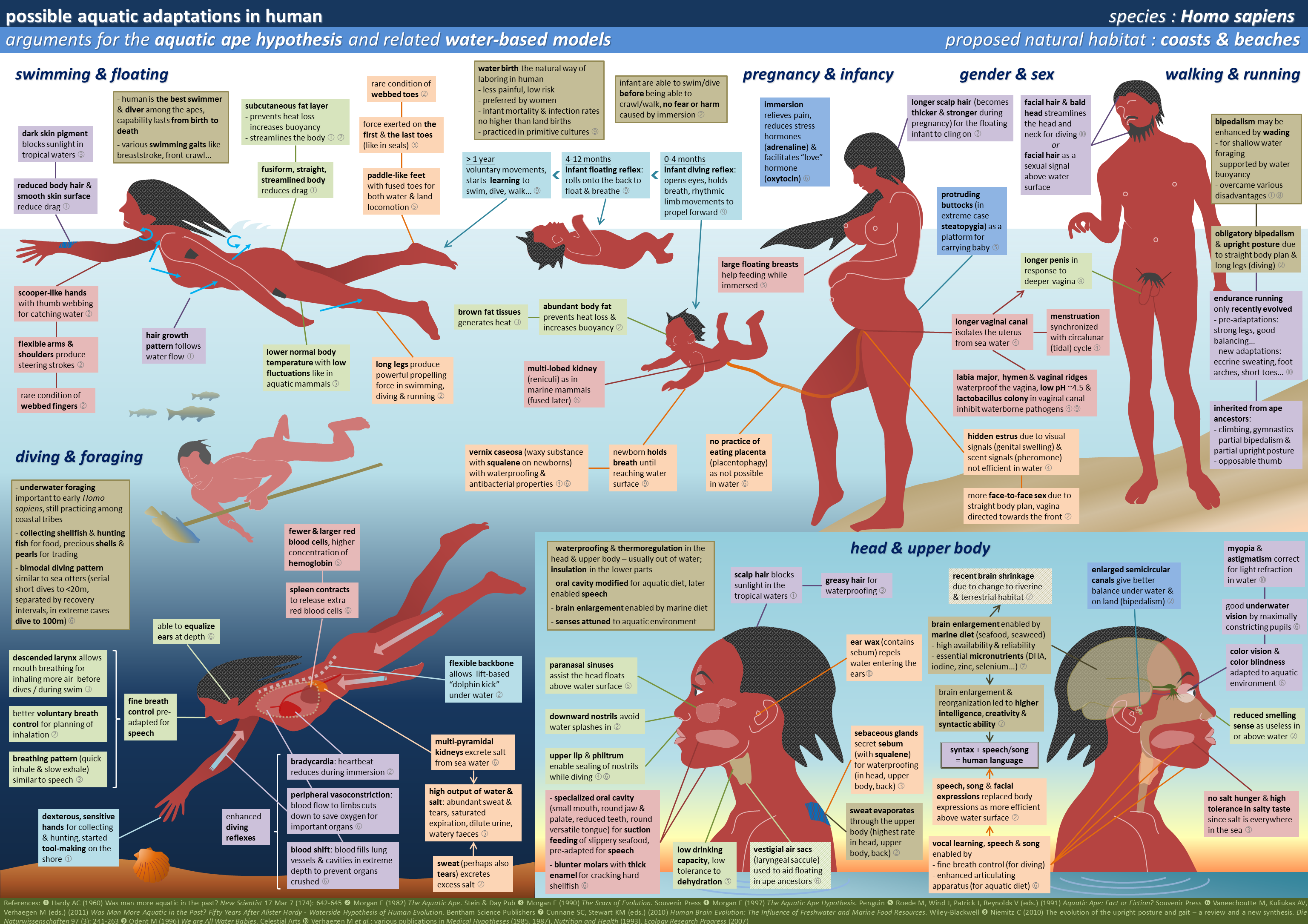
アクア説の論拠を示した図

アクア説（アクアせつ、英語: Aquatic Ape Hypothesis: AAH or Aquatic Ape Theory: AAT）とは、ヒトがチンパンジーなどの類人猿と共通の祖先から分岐して進化する過程で、一時期「半水生活」に適応したことによって直立二足歩行、薄い体毛、厚い皮下脂肪、意識的に呼吸をコントロールする能力など、チンパンジーやゴリラなどの他の霊長類には見られない特徴を獲得した、とする仮説である。水生類人猿説（すいせいるいじんえんせつ）とも呼ばれる。
この説は20世紀半ばに解剖学者と海洋生物学者がそれぞれ独立に提唱し、英国の放送作家であるエレイン・モーガンの1972年の著書『女の由来』で世界的に知られるようになった。
水中環境への適応を示した化石人骨が一切発見されていないことをはじめ様々な理由から現在の科学界では否定されている仮説だが、肯定派として英国の動物学者のデズモンド・モリスやデイビッド・アッテンボローらがいる。
霊長類においてはヒトにのみ存在するとされる特徴のいくつかが水棲哺乳類（海棲哺乳類）や水棲鳥類において一般的に見られることが、この説の主要な根拠となっている。現在の人類（ホモ・サピエンス・サピエンス、Homo sapiens sapiens）につながる化石人骨が発見されていなかった、およそ500万年より以前のミッシングリンク（失われた環）と呼ばれる時代のヒトの進化の過程について提唱されている仮説のひとつである。
しかし、20世紀後半からオロリン・トゥゲネンシス、サヘラントロプス・チャデンシス、アルディピテクス・カダッバなど、500万年前よりも以前のヒトの祖先がチンパンジーの祖先と分かれて間もないころのものと推定される猿人時代の部分的な化石人骨が発見されはじめ、ミッシングリンクは埋まりつつある。見つかっているのは断片的な化石であるためまだ詳細はわからないが、かれらが水棲であったことを示す証拠は見つかっていない。
そのため現在の科学界ではこの説は否定されている。国立科学博物館館長も務めた分子人類学者の篠田謙一は2022年（令和4年）に、この説に合致する化石資料がひとつも発見されていないことを指摘し、科学として「証拠のほうから追求することができない」「だから研究者はみんなここに手を出さない」と述べた。科学ジャーナリストの河合信和はインターネット博覧会の一環で埼玉県が運営したウェブサイト「人類博物館 : 500万年進化の旅」に連載したコラムでアクア説を疑似科学（トンデモ説）の一種として批判した。
一方、アクア説の肯定派としては、提唱者のアリスター・ハーディ、1972年に公刊され世界的ベストセラーとなった著書『女の由来 (The Descent of Woman)』でこの仮説を一躍有名にした英国の放送作家・脚本家のエレイン・モーガンのほか、英国の動物学者のデズモンド・モリスやデイビッド・アッテンボローらがいる。モーガンは『女の由来』発表後も人類の進化に関する著作を発表し続け、10年後の1982年にはストレートに『The Aquatic Ape（直訳：水生類人猿）』、1997年には詳細な出典注と文献表を備えた『The Aquatic Ape Hypothesis（直訳：水生類人猿仮説）』と題した本も刊行している。D・モリスは1967年に発表してベストセラーとなった著書『裸のサル (The Naked Ape)』でこの仮説について短く紹介し、モーガンの霊感源となった。また、1994年に刊行した著書『舞い上がったサル (The Human Animal)』では人類の進化に関して提唱されていたいわゆる「サバンナ説（サバンナ理論）」との両立が可能であると主張した。また同じく1994年、BBCのドキュメンタリーTVシリーズで「Aquatic APE」というタイトルでアクア説が紹介された。英国のテレビ司会者、自然史ドキュメンタリーの制作者として著名な動物学者・植物学者のD・アッテンボローもこの説を支持した。

## 小史
- 1942年、ドイツの解剖学者マックス・ヴェシュテンヘーファー（英語版）が水生類人猿仮説を最初に提唱した[15][16][3]。
- 1960年、イギリスの海洋生物学者、アリスター・ハーディ卿がヴェシュテンヘーファーとは独立に科学雑誌『ニュー・サイエンティスト』で同様の説を発表した[17][6][16][注 5]。
- 1972年、イギリスの放送作家エレイン・モーガンが著作『女の由来 (The Descent of Woman)』で大きく取り上げたのが世界的ベストセラーとなり、一般大衆にこの仮説が知られるようになる[10][6]。
- 1982年、エレイン・モーガンが『The Aquatic Ape（人は海辺で進化した : 人類進化の新理論）』を刊行。
- 2005年（平成17年）、日本の経済人類学研究者の栗本慎一郎が著書『パンツを脱いだサル』でモーガンの水生類人猿説に立脚した人類史の議論を展開し[20]、この説は日本でも知られるようになった。
- 「前衛科学評論家」を自称した斎藤守弘は、この説をなぎさ原人説と呼び、一部ではこの名称でも親しまれている。ただし、そもそも水生類人猿仮説はヒトの祖先が「類人猿」から「猿人」へ進化した時期についての議論であり、斎藤がなぎさ「原人」説としているのは誤解を招く。

以上のようにこの仮説の提唱者・支持者たちは、古人類学以外の研究者や非科学者が多い。

## 論拠
- 直立二足歩行は水に浸かった時に頭部だけを水上に出すのに有効であり、水中では浮力の作用で容易にその姿勢を取ることができる。また他の水棲哺乳類やペンギンも同じ姿勢をとる。
- 自分の意志で自由に息を止めることができる。これは水生の哺乳類、鳥類、爬虫類に共通して見られる特徴である。またこの能力は発声学習と関係して、言葉を発したり解釈したりする能力を獲得するための前提条件である。発声学習はヒト、鯨類、及び約半数の鳥類でその能力を持っている。[21]
- 体毛が薄く皮下脂肪が多いのは、水中で温度を保つのに都合がよいからだ。これは他の水棲哺乳類と同じ理由である。
- 陸棲の生物の水棲への適応は進化の過程において繰り返し発生している。哺乳類に限っても牛や豚などが含まれる鯨偶蹄目に分類されるクジラ目、猫や犬等を含む食肉目に分類されるアシカ亜目、象などと近縁とされるジュゴン目と、現生種でも水棲に適応した複数の系統が見られる。ヒトを含む霊長目やその近縁においても同様の適応が起きる可能性はあり得る。
- 処女膜はヒトにあり、類人猿にない。クジラやアザラシの水生動物には処女膜がある。また、ヒトの膣の急な屈曲部は、チンパンジーにははっきりしていないか、完全に消失している。処女膜や屈曲部は膣内に水が入り込まないようにする役目がある。ヒトは類人猿に比較して高い水泳能力を有している[22]。
- ミッシングリンクの時代には海水面が高く、アフリカ大陸は北部の大部分が沈んでいた。人類の祖先はこの時に海辺で生活し、海水面が元通りになると陸生活に戻った。
- 海水中生活に適応した人類の祖先は、海水を離れた後も川辺で暮らした。川辺は失った水分をすぐに調達できる環境であったため、発汗のシステムは都合が良かった。
- ヒトは他の動物と比べて塩分摂取の必要量も許容量も多い。これは海水中生活に適応した名残である。
- 人の頭髪が長いのは、体が水に浸かっている時に露出している頭部を太陽光から守るためである。
- 発涙のシステムは海棲哺乳類・鳥類にのみ見られる特徴である。海棲鳥類は塩分を排出するために涙を流すが、海棲哺乳類の場合感情が激した時に涙を流すことがある。
- 他の水棲哺乳類と同様に頭から尻まで一直線になっているため対面性交の形をとった。
- 洗練されたバランス感覚と柔軟な背骨は、水中という視覚などによる指標のない世界で泳ぐのに必要だった。水棲哺乳類には人間よりも鋭いそれらがあり、アシカやイルカの芸は水族館でお馴染みである。
- 水中に入ると心拍数が減る現象「潜水反射」が人間にも備わっている。
- 一時期の胎児には名残が残っており、全身を毳毛（ぜいもう）と呼ばれる毛で覆われているが、この毳毛は泳いだ時に水が流れる方向と一致している。
- 現代の人間でも水中に長時間いて助からないと思われていても助かった例がいくつも報告されている。
- 類人猿には全く見られない手足に水かきの痕跡を持つ人がいる。
- 生後間もない乳児は水を怖がらず、水中で反射的に息を止める能力を持っている。
- 人間の新生児は他の類人猿よりも割合として重いが、これは皮下脂肪により浮力をつけて水中での出産を容易にするためである。また、現在も水中出産は行われており、その安全性や利点に関する研究論文も発表されている。[23]
- 水中では嗅覚が役に立たず、衰えた。
- ケニアの湖で死因がビタミンA過剰症と見られる原人の化石が発見された。膨大な量の魚を食べていたと考えられる。
- 人の鼻の穴が下を向いているのは水が入りにくいように適応したためである、上唇の上の溝（人中）を持つ霊長類は人間だけである。これは上唇を鼻孔にぴったり密着させて水中で呼気が漏れたり、水が侵入するのを防いだ名残と考えられる。
- 女性の外性器が隠れているのは、体の表面積を減らした方が水中生活では有利なためである。
- 約700万年から約680万年前の初期人類のサヘラントロプスの骨が発見された場所はチャドである。当時のチャドには広大な巨大チャド湖が在ったと考えられている。
- 人類の特徴は発汗によって体温を調節することで、大量の淡水がないと生きていくことができない。初期人類が淡水湖や川の近くで暮らしていたと考えるのは合理的である。

## 反論
- 仮説の根拠の裏付けとなるような化石が発見されていない。
- 本説が提唱された20世紀中盤にはヒトの祖先についてほとんど知られていなかったが、20世紀末から発見されだした人類の祖先化石と推測されるいずれの物も水棲説を支持していない。
- アフリカ北部の大部分が水没していたとすると、体の構造上泳げないキリンを始め、多くの動物の分布・存在が説明できない。
- 人間にも泳げない人がたくさん存在する。むしろ、ヒトは「訓練しないと泳げない」例外的な動物である。
- 類人猿程度の遊泳能力の動物が海や湖に入るのは、サメやワニの捕食対象になるだけである。
- 水棲哺乳類は総じて脚の退化が見られる。
- 陸上で胴体を引きずらずに歩行できる水棲哺乳類（森林棲のコビトカバを祖先にもつカバ以外）には、密生した短い毛が全身にある。
- 鼻孔を閉じる能力がない。
- 猿人・原人化石の中には、死後に遺体が水に没したために水成層から出土するものもあるが、多くは陸成層中から発見される。
- 水棲動物ではよく発達している瞬膜（水から目を守る膜）が、人間では完全に退化している。
- 潜水反射自体は、人間以外の哺乳動物にも普通に見られるものである。
- ヒトは顔に水が触れると交感神経が興奮する。モーガンの主張と正反対の現象が起こる。
- 魚の食べ過ぎで死んだのなら魚食に適応していなかった有力な証拠である。「ビタミンA過剰で死んだ」とされる原人については、「致死量のビタミンAを含む肉食獣の肝臓を食べたのが原因である」とするのが古人類学者の定説である。
- 水生哺乳類が水に入ると心拍数が下がるのは、人間によって強制的に陸に揚げられたイルカやジュゴンが水に戻された時のことを述べただけで、潜水反射とは無関係である。